# エルティーン
『エルティーン』は、かつて近代映画社から発行されていた雑誌である。

## 概要
1981年7月創刊。主に10代の女子を対象とした誌面構成で流行のファッションを先取りした誌面や読者モデルが掲載されていた。他に読者からの体験談や相談コーナー等があった。一時代を築き、90年代当時としては時代の波に乗っていたが、2000年代に入ると徐々に発行部数が下降し、2005年には休刊した。